# Anthony Washington
Anthony Washington (Glasgow (Montana), Estados Unidos, 16 de enero de 1966) es un atleta estadounidense, especializado en la prueba de lanzamiento de disco, en la que llegó a ser campeón mundial en 1999.

## Carrera deportiva
En el Mundial de Sevilla 1999 ganó la medalla de oro en lanzamiento de disco, con una marca de 69.08 metros que fue récord de los campeonatos, llegando más lejos que los alemanes Jürgen Schult y Lars Riedel, plata y bronce respectivamente.